# 尖端顶点之上！
《尖端顶点之上!》（てっぺんとったんで!）是日本女子组合NMB48的第一张原创专辑，于2013年2月27日由laugh out loud! records发售。由于NMB48还没有发行过以收录各队剧场公演曲为基础的专辑，因此这实际上也是该组合的第一张专辑。
宣傳標語是「別得意忘形、NMB48!」。专辑的封面是在NHK会馆前进行拍摄的，封面上的“NMB48”字样与NHK的标志很相似，这也表达了该组合想继姐妹组合AKB48，SKE48之后单独出场NHK红白歌合战的愿望

## 销售成绩
这张专辑在2013年3月11日公布的Oricon专辑周榜中取得了第1名的成绩，由于出道单曲《绝灭黑发少女》获得过单曲周榜单第一名的成绩，因此NMB48也成为了在1995年2月20日首次达成出道单曲，专辑皆获得排行榜第1名的內田有紀之后的第二个获此成绩的艺术家，若单计算女子组合则是第一组。同时这一专辑也获得了Oricon专辑2013年上半年第1名的成绩

## 收录曲目

### Type-N
封面（前排）：小笠原茉由、山本彩、小谷里歩
封面（后排）：與儀凯拉、加藤夕夏、門脇佳奈子、村上文香
CD
1. 尖端顶点之上!（てっぺんとったんで!） [4:06]
（作詞：秋元康、作曲：横健介、編曲：武藤星児）
初收录曲。
2. 絶滅黒髪少女（絶滅黒髪少女） [3:48]
（作詞：秋元康、作曲・編曲：GRAVITY）
1st单曲标题曲。
3. Oh My God!（オーマイガー!） [4:17]
（作詞：秋元康、作曲：五户力、編曲：生田真心）
2nd单曲标题曲。
4. 純情U-19（純情U-19） [3:46]
（作詞：秋元康、作曲：、編曲：武藤星児）
3rd单曲标题曲。
5. 海岸邊最可愛的女孩！（ナギイチ） [4:07]
（作詞：秋元康、作曲：、編曲：生田真心）
4th单曲标题曲。
6. Virginity（ヴァージニティー） [4:12]
（作詞：秋元康、作曲：田中俊亮、編曲：増田武史）
5th单曲标题曲。
7. 北川谦二（北川謙二） [3:48]
（作詞：秋元康、作曲：田中俊亮、編曲：野中“MASA”雄一（日语：野中“まさ”雄一））
6th单曲标题曲。
8. HA!（NMB48 Ver.） [4:13]
（作詞：秋元康、作曲：田中明仁（日语：ザ・ベイビースターズ）、編曲：武藤星児）
AKB48 29th单曲《永远的压力》Type-B的B面曲。
9. 12月31日 [4:18]
（作詞：秋元康、作曲・編曲：川浦正大）
初收录曲。以NMB不能單獨出演2012年的《第63回NHK紅白歌合戰》為主題。
10. Lily [6:11] - Team N
（作詞：秋元康、作曲・編曲：HRK）
初收录曲。
11. 攀爬架（ジャングルジム） [5:10] - 山本彩
（作詞：秋元康、作曲：酒井康男、編曲：田辺恵二）
3rd单曲劇場盤 B面曲。
12. 捕食者们（捕食者たちよ） [4:26] - 紅組
（作詞：秋元康、作曲：平隆介、編曲：中西亮輔（日语：中西亮輔））
2nd单曲 B面曲。
13. NMB48 [3:58]
（作詞：秋元康　作曲：渡辺未来　編曲：高梨康治）
“Team N 1st Stage「為了誰」”公演的歌曲。
14. 青春的单圈时间（青春のラップタイム） [4:48]
（作詞：秋元康、作曲：川浦正大、編曲：野中“MASA”雄一）
“Team N 2nd Stage「青春女孩」”公演的歌曲。
1st单曲 B面曲。
15. 我在等待（僕は待ってる） [3:45]
（作詞：秋元康、作曲：酒井康男、編曲：野中“MASA”雄一）
2nd单曲 B面曲。
16. 山本彩 Message（山本彩 メッセージ） [0:54]（iTunes）

DVD
1. 12月31日（Music Video）
2. NMB48 近畿巡回演唱会〜大家一起来恰布恰布吧〜@2012年8月21日（NMB48 近畿コンサートツアー〜みなさん、ちゃぷちゃぷしましょ〜@2012年8月21日）

特典
- Special Event応募券

### Type-M
封面（前排）：渡辺美優紀、福本愛菜、薮下柊
封面（后排）：上西恵、島田玲奈、木下百花、谷川愛梨
CD
1. 尖端顶点之上!
2. 絶滅黒髪少女
3. Oh My God!
4. 純情U-19
5. 海边之最
6. Virginity
7. 北川谦二
8. HA!（NMB48 Ver.）
9. 12月31日
10. With my soul [4:19] - Team M
（作詞：秋元康、作曲：DARIA（日语：川島だりあ）・FUYUKI（日语：倉田冬樹）、編曲：佐佐木裕）
初收录曲。Team M首个队伍名义的歌曲
11. 坏路姫(わるきー) [4:02] - 渡辺美優紀
（作詞：秋元康、作曲：、編曲：野中“MASA”雄一）
4th单曲劇場盤 B面曲。
12. 結晶 [4:26] - 白組
（作詞：秋元康、作曲、編曲：丸山真由子（日语：丸山真由子））
2nd单曲 B面曲。
13. 鼻涕虫的心(なめくじハート) [3:29] - 超偶像選抜
初收录曲。
14. NMB48
15. 青春的单圈时间
16. 我在等待
17. 渡邊美優紀 Message(渡辺美優紀 メッセージ) [0:52](iTunes)

DVD
1. 12月31日（Music Video）
2. NMB48 近畿巡回演唱会〜大家一起来恰布恰布吧〜@2012年5月3日

特典
- Special Event応募券

### Type-B
封面（前排）：山田菜菜、横山由依、矢倉楓子
封面（后排）：白間美瑠、吉田朱里、上枝惠美加
CD
1. 尖端顶点之上!
2. 絶滅黒髪少女
3. Oh My God!
4. 純情U-19
5. 海边之最
6. Virginity
7. 北川谦二
8. HA!（NMB48 Ver.）
9. 12月31日
10. 杏仁羊角面包计划(アーモンドクロワッサン計画) [5:23] - Team BII
（作詞：秋元康、作曲：、編曲：清水哲平）
初收录曲。Team BII首个队伍名义的歌曲。
11. 三日月的背影( [4:00]
（作詞：秋元康、作曲、編曲：野中“MASA”雄一）
1st单曲 B面曲。
12. 冬将军的后悔(冬将軍のリグレット) [4:22] - 難波鉄砲隊其之弐
（作詞：秋元康、作曲：宮島律子、編曲：増田武史）
6th单曲 B面曲。
13. 读了太宰治吗?(太宰治を読んだか) [4:44]
（作詞：秋元康、作曲：杉森舞（日语：杉森舞）、編曲：河田貴央）
初收录曲。
14. NMB48
15. 青春的单圈时间
16. 我在等待
17. 山田菜菜 Message(山田菜々 メッセージ) [0:58](iTunes)

DVD
1. 12月31日（Music Video）
2. 尖端顶点之上!完全版

特典
- NMB48 重温时间 最佳曲目30 2013投票券

### 劇場盤
封面：「12月31日」選抜成员16名
CD
1. 尖端顶点之上!
2. 絶滅黒髪少女
3. Oh My God!
4. 純情U-19
5. 海边之最
6. Virginity
7. 北川谦二
8. HA!
9. 12月31日
10. Lily - Team N
11. With my soul - Team M
12. 杏仁羊角面包计划 - Team BII
13. NMB48
14. 青春的单圈时间
15. 我在等待

特典
以下2选1
- 個別握手会参加券 2枚
- 难波式签名会参加券 1枚

## 選抜成员
所属队伍是发售当时的状况

### 尖端顶点之上!
- Team N：小笠原茉由、門脇佳奈子、岸野里香、木下春奈、小谷里歩、近藤里奈、篠原栞那、上西惠、白間美瑠、福本愛菜、山口夕輝、山田菜菜、山本彩、横山由依、吉田朱里、渡辺美優紀
- Team M：東由樹、沖田彩華、川上礼奈、木下百花、小柳有沙、島田玲奈、高野祐衣、谷川愛梨、三田麻央、村上文香、村瀬紗英、矢倉楓子、山岸奈津美、山本瞳（山本ひとみ）、與儀凯拉
- Team BII：赤澤萌乃、石塚朱莉、井尻晏菜、植田碧麗、梅原真子、太田夢莉、加藤夕夏、上枝恵美加、日下木之实（日下このみ）、久代梨奈、黒川葉月、河野早紀、小林莉加子、室加奈子、薮下柊、山内翼（山内つばさ）
- 研究生：明石奈津子、石田優美、石原雅子、鹈野瑞希（鵜野みずき）、大段舞依、小川乃愛、川上千尋、古賀成美、渋谷凪咲、嶋崎百萌香、杉野莉沙[注 1]、高山梨子、照井穂乃佳、中川紘美、中野麗来、西澤瑠莉奈、西村愛華、林萌萌香、久田莉子、廣瀬聖七[注 1]、松岡知穂、松村芽久未、三浦亜莉沙、森田彩花、山尾梨奈
所有成員都參加。

### HA!（NMB48 Ver.）
（Center：山本彩、渡辺美優紀）
- Team N：小笠原茉由、小谷里歩、近藤里奈、上西恵、白間美瑠、福本愛菜、山田菜菜、山本彩、横山由依、吉田朱里、渡辺美優紀
- Team M：島田玲奈、谷川愛梨、矢倉楓子
- Team BII：加藤夕夏、薮下柊 
成員與原創版相同。

### 12月31日
（Center：山本彩）
- Team N：小笠原茉由、門脇佳奈子、小谷里歩、上西恵、白間美瑠、福本愛菜、山田菜菜、山本彩、横山由依、吉田朱里、渡辺美優紀
- Team M：谷川愛梨、矢倉楓子、與儀凯拉
- Team BII：加藤夕夏、薮下柊
与单曲的标题曲一样由16个人来演唱。与本张专辑发售时间相近的AKB48的29th单曲「永远的压力」Type-B B面曲「HA!」的選抜成员相比，門脇和最近三张单曲没有进入选拔的與儀进入了选拔，但是近藤、島田则从选拔名单中掉出。

### Lily
「Team N」名義
（Center：山本彩）
- Team N：小笠原茉由、門脇佳奈子、岸野里香、木下春奈、小谷里歩、近藤里奈、篠原栞那、上西恵、白間美瑠、福本愛菜、山口夕輝、山田菜菜、山本彩、横山由依、吉田朱里、渡辺美優紀

### With my soul
「Team M」名義
（Center：矢倉楓子）
- Team M：東由樹、沖田彩華、川上礼奈、木下百花、小柳有沙、島田玲奈、高野祐衣、谷川愛梨、三田麻央、村上文香、村瀬紗英、矢倉楓子、山岸奈津美、山本瞳、與儀凯拉

### 鼻涕虫的心
「超偶像選抜」名義
（Center：渡辺美優紀）
- Team N：近藤里奈、白間美瑠、渡辺美優紀
- Team M：矢倉楓子、與儀凯拉
- Team BII：太田夢莉、久代梨奈、薮下柊
- 研究生：西村愛華

### 杏仁羊角面包计划
「Team BII」名義
（Center：薮下柊）
- Team BII：赤澤萌乃、石塚朱莉、井尻晏菜、植田碧麗、梅原真子、太田夢莉、加藤夕夏、上枝恵美加、日下木之实、久代梨奈、黒川葉月、河野早紀、小林莉加子、室加奈子、薮下柊、山内翼

### 读了太宰治吗?
- Team N：山本彩、山田菜菜、横山由依

## 備註
1. ↑  . Oricon Style. 2013-01-29  [2013-02-07]. （原始内容存档于2013-02-07） （日语）.
2. ↑  . Oricon Style. 2013-03-05  [2013-08-23]. （原始内容存档于2013-10-26） （日语）.